# Lago Verde (Chili)
Lago Verde is een gemeente in de Chileense provincie Coyhaique in de regio Aysén del General Carlos Ibáñez del Campo. Lago Verde telde 852 inwoners in 2017.
- Virtual International Authority File: 981145858086123021847